# Проба и Германия
Проба и Германия (IV век) — святые девы ирландские. День памяти — 28 апреля в Суассоне.
Святые Проба и Германия (Probe and Germaine) были девами из Ирландии. Отказавшись от брачных уз, они скрылись в Галлии, но были найдены в окрестностях Лаона и убиты. Их мощи долгое время почивали в монастыре Сен-Вансен де Лаон. Впоследствии они были перенесены в Энан-Льетард (Hénin-Liétard), что в Эно.